# Draft NBA 1994
Il Draft NBA 1994 si è svolto il 29 giugno 1994 ad Indianapolis, Indiana. Tra i presenti, Jason Kidd e Grant Hill che vinsero il premio rookie dell'anno.

## Giocatori scelti al 1º giro
|   | Indica un giocatore che è stato inserito nella Naismith Memorial Basketball Hall of Fame                 |
|   | Indica un giocatore che è stato selezionato per almeno un All-Star Game ed è inserito in un All-NBA Team |
|   | Indica un giocatore che è stato selezionato per almeno un All-Star Game                                  |
|   | Indica un giocatore che è stato inserito in almeno un All-NBA Team                                       |
| * | Indica il giocatore che ha vinto il titolo di Rookie of the Year                                         |
|   | Indica un giocatore che non ha mai giocato una partita in NBA                                            |

| Scelta | Giocatore             | Nazionalità | Squadra NBA                                  | Scuola/ex squadra    |
| ------ | --------------------- | ----------- | -------------------------------------------- | -------------------- |
| 1      | Glenn Robinson (SF)   | Stati Uniti | Milwaukee Bucks                              | Purdue               |
| 2      | Jason Kidd * (PG)     | Stati Uniti | Dallas Mavericks                             | California           |
| 3      | Grant Hill * (SF)     | Stati Uniti | Detroit Pistons                              | Duke                 |
| 4      | Donyell Marshall (SF) | Stati Uniti | Minnesota Timberwolves                       | Connecticut          |
| 5      | Juwan Howard (PF)     | Stati Uniti | Washington Bullets                           | Michigan             |
| 6      | Sharone Wright (PF/C) | Stati Uniti | Philadelphia 76ers                           | Clemson              |
| 7      | Lamond Murray (SF)    | Stati Uniti | Los Angeles Clippers                         | California           |
| 8      | Brian Grant (PF)      | Stati Uniti | Sacramento Kings                             | Xavier (OH)          |
| 9      | Eric Montross (C)     | Stati Uniti | Boston Celtics                               | North Carolina       |
| 10     | Eddie Jones (SG)      | Stati Uniti | Los Angeles Lakers                           | Temple               |
| 11     | Carlos Rogers (SF)    | Stati Uniti | Seattle SuperSonics (da Charlotte)           | Tennessee State      |
| 12     | Khalid Reeves (PG)    | Stati Uniti | Miami Heat                                   | Arizona              |
| 13     | Jalen Rose (G/F)      | Stati Uniti | Denver Nuggets                               | Michigan             |
| 14     | Yinka Dare (C)        | Nigeria     | New Jersey Nets                              | George Washington    |
| 15     | Eric Piatkowski (SG)  | Stati Uniti | Indiana Pacers                               | Nebraska             |
| 16     | Clifford Rozier (PF)  | Stati Uniti | Golden State Warriors (da Cleveland)         | Louisville           |
| 17     | Aaron McKie (SG)      | Stati Uniti | Portland Trail Blazers                       | Temple               |
| 18     | Eric Mobley (PF)      | Stati Uniti | Milwaukee Bucks (da Orlando)                 | Pittsburgh           |
| 19     | Tony Dumas (SG)       | Stati Uniti | Dallas Mavericks (da Golden State)           | Missouri-Kansas City |
| 20     | B.J. Tyler (PG)       | Stati Uniti | Philadelphia 76ers (da Utah)                 | Texas                |
| 21     | Dickey Simpkins (PF)  | Stati Uniti | Chicago Bulls                                | Providence           |
| 22     | Bill Curley (PF)      | Stati Uniti | San Antonio Spurs                            | Boston College       |
| 23     | Wesley Person (SG)    | Stati Uniti | Phoenix Suns                                 | Auburn               |
| 24     | Monty Williams (SF)   | Stati Uniti | New York Knicks                              | Notre Dame           |
| 25     | Greg Minor (SG)       | Stati Uniti | Los Angeles Clippers (da Atlanta)            | Louisville           |
| 26     | Charlie Ward (PG)     | Stati Uniti | New York Knicks (da Houston via Atlanta)     | Florida State        |
| 27     | Brooks Thompson (PG)  | Stati Uniti | Orlando Magic (da Seattle via L.A. Clippers) | Oklahoma State       |

## Giocatori scelti al 2º giro
| Scelta | Giocatore                 | Nazionalità             | Squadra NBA                          | Scuola/ex squadra         |
| ------ | ------------------------- | ----------------------- | ------------------------------------ | ------------------------- |
| 28     | Deon Thomas (F/C)         | Stati Uniti             | Dallas Mavericks                     | Illinois                  |
| 29     | Antonio Lang (F/G)        | Stati Uniti             | Phoenix Suns                         | Duke                      |
| 30     | Howard Eisley (PG)        | Stati Uniti             | Minnesota Timberwolves               | Boston College            |
| 31     | Rodney Dent (F/C)         | Stati Uniti             | Orlando Magic                        | Kentucky                  |
| 32     | Jim McIlvaine (C)         | Stati Uniti             | Washington Bullets                   | Marquette                 |
| 33     | Derrick Alston (F)        | Stati Uniti             | Philadelphia 76ers                   | Duquesne                  |
| 34     | Gaylon Nickerson (G)      | Stati Uniti             | Atlanta Hawks (da L.A. Clippers)     | NW Oklahoma State         |
| 35     | Michael Smith (F)         | Stati Uniti             | Sacramento Kings                     | Providence                |
| 36     | Andrej Fetisov (F)        | Russia                  | Boston Celtics                       | Forum Valladolid (Spagna) |
| 37     | Dontonio Wingfield (F)    | Stati Uniti             | Seattle SuperSonics (da L.A. Lakers) | Cincinnati                |
| 38     | Darrin Hancock (G/F)      | Stati Uniti             | Charlotte Hornets                    | Kansas                    |
| 39     | Anthony Miller (F)        | Stati Uniti             | Golden State Warriors (da Denver)    | Michigan State            |
| 40     | Jeff Webster (F)          | Stati Uniti             | Miami Heat                           | Oklahoma                  |
| 41     | William Njoku (PF)        | Ghana / Canada          | Indiana Pacers                       | St. Mary's (Canada)       |
| 42     | Gary Collier (SF)         | Stati Uniti             | Cleveland Cavaliers                  | Tulsa                     |
| 43     | Shawnelle Scott (C)       | Stati Uniti             | Portland Trail Blazers               | St. John's                |
| 44     | Damon Bailey (G)          | Stati Uniti             | Indiana Pacers                       | Indiana                   |
| 45     | Dwayne Morton (F)         | Stati Uniti             | Golden State Warriors                | Louisville                |
| 46     | Voshon Lenard (SG)        | Stati Uniti             | Milwaukee Bucks (da Orlando)         | Minnesota                 |
| 47     | Jamie Watson (F)          | Stati Uniti             | Utah Jazz                            | South Carolina            |
| 48     | Jevon Crudup (F/C)        | Stati Uniti             | Detroit Pistons                      | Missouri                  |
| 49     | Kris Bruton (SF)          | Stati Uniti             | Chicago Bulls                        | Benedict                  |
| 50     | Charles Claxton (C)       | Isole Vergini Americane | Phoenix Suns                         | Georgia                   |
| 51     | Lawrence Funderburke (PF) | Stati Uniti             | Sacramento Kings (da Atlanta)        | Ohio State                |
| 52     | Anthony Goldwire (PG)     | Stati Uniti             | Phoenix Suns (da New York)           | Houston                   |
| 53     | Albert Burditt (PF)       | Stati Uniti             | Houston Rockets                      | Texas                     |
| 54     | Željko Rebrača (C)        | Jugoslavia              | Seattle SuperSonics                  | KK Partizan (Jugoslavia)  |